# Franz Reizenstein
Franz Theodor Reizenstein (* 7. Juni 1911 in Nürnberg; † 15. Oktober 1968 in London) war ein deutsch-britischer Komponist und Pianist, der als Jude zur Emigration nach England gezwungen wurde.

## Leben
Franz Reizenstein war ein Sohn des Sanitätsrats Albert Reizenstein und der Karoline Kohn, er hatte einen Bruder und die Schwester Lottie Reizenstein, die Malerin wurde. Reizenstein zeigte bereits als Kind hohe musikalische Begabung und hatte als 17-Jähriger schon mehrere Werke komponiert, darunter ein Streichquartett. Zur Schule ging er am Melanchthon-Gymnasium Nürnberg. Ab 1930 studierte er an der Berliner Hochschule für Musik Komposition bei Paul Hindemith und Klavier bei Leonid Kreutzer. Nach der nationalsozialistischen Machtergreifung emigrierte er 1934 nach England, wo ein Onkel in Kingston, Surrey, lebte. Dort konnte Reizenstein seine Studien in London am Royal College of Music fortsetzen. Sein Kompositionslehrer bis 1936 war Ralph Vaughan Williams. Zwischen 1938 und 1940 studierte er bei Solomon Klavier.
Reizenstein nahm die britische Staatsbürgerschaft an und arbeitete während des Zweiten Weltkrieges als Bahnangestellter, trat aber auch als Pianist und Interpret zeitgenössischer Werke an die Öffentlichkeit. Nach dem Krieg führten ihn Konzertreisen auch wieder auf den europäischen Kontinent. 1958 erhielt er eine Klavierprofessur am Royal College of Music, später am Royal Manchester, dem heutigen Royal Northern College of Music. 1966 hatte er eine Gastprofessur für Komposition an der Boston University inne. Reizenstein war mit der Musikpädagogin Margaret Lawson verheiratet, sie haben einen Sohn.

## Werk
Die Musik von Reizenstein verweist deutlich auf seinen Lehrer Hindemith und bleibt dem Rahmen der Tonalität verpflichtet. Der Zwölftonmusik und späteren avantgardistischen Tendenzen stand er ablehnend gegenüber.
Reizenstein schrieb Kammermusik (darunter ein Klavierquintett und Kammermusik für Bläser), Klavierkompositionen (unter anderem zwei Sonaten) und mehrere konzertante Werke (darunter zwei Klavierkonzerte und ein Cellokonzert). Zu seinen wichtigen Vokalwerken zählen die Kantate Voices of Night und das Oratorium Genesis. Unter seinen Filmmusiken wurde vor allem die Partitur zum Horrorfilm Die Rache der Pharaonen (The Mummy, 1959) bekannt.
Auf Anregung von Gerard Hoffnung trug Reizenstein auch Humoristisch-Parodistisches zu den „Hoffnung Festival Concerts“ bei: 1956 das „Concerto Popolare“ oder „The Piano Concerto to end all Piano Concertos“ und 1958 Let’s Fake an Opera.

## Filmografie (Auswahl)
- 1959: Die Rache der Pharaonen (The Mummy)
- 1959: Die weiße Falle (The White Trap)
- 1960: Der rote Schatten (Circus of Horrors)